# Orávka
Orávka ist eine Gemeinde in der südlichen Mittelslowakei mit 152 Einwohnern (Stand 31. Dezember 2024), die im Okres Rimavská Sobota, einem Kreis des Banskobystrický kraj, liegt und zur traditionellen Landschaft Gemer gehört.

## Geographie
Die Gemeinde befindet sich im Südteil des Talkessels Rimavská kotlina (Teil der größeren Einheit Juhoslovenská kotlina), auf linksseitiger Flurterrasse der Rimava. Das Ortszentrum liegt auf einer Höhe von 201 m n.m. und ist 19 Kilometer von Rimavská Sobota entfernt.
Nachbargemeinden sind Radnovce und Cakov im Norden, Rimavská Seč im Osten und Süden, Martinová im Westen und Bottovo im Nordwesten.

## Geschichte
Orávka ist eine Neugründung des 20. Jahrhunderts und entstand 1922, als hier 64 slowakische Familien aus dem nunmehr polnischen Teil des alten Komitats Arwa kamen, in das ehemalige Großgut der Familie Coburg. Der neu gegründete Ort hieß Slávikovo und bestand aus zwei Teilen in den Gemeindegebieten von Rimavská Seč und Cakov, namentlich Kacagó nördlich und Čobánka südlich der Bahnstrecke Bánréve–Fiľakovo.
Auf Grund des Ersten Wiener Schiedsspruchs lag Orávka von 1938 bis 1944 in Ungarn und für diese Zeit mussten die Slowaken den Ort verlassen und in die Rest-Slowakei umziehen. Nach der Wiedereingliederung des Gebiets in die Tschechoslowakei kehrten die Siedler zurück. 1951 gliederte sich der Ort von der Gemeinde Rimavská Seč aus und erhielt den Namen Orávka.

## Bevölkerung
| Jahr                | 1994 | 2004    | 2014    | 2024    |
| ------------------- | ---- | ------- | ------- | ------- |
| Anzahl der Personen | 188  | 174     | 165     | 152     |
| Unterschied         |      | −7,44 % | −5,17 % | −7,87 % |

| Jahr                | 2023 | 2024    |
| ------------------- | ---- | ------- |
| Anzahl der Personen | 157  | 152     |
| Unterschied         |      | −3,18 % |

Gemäß der Volkszählung 2011 wohnten in Orávka 156 Einwohner, davon 136 Slowaken, 15 Magyaren und ein Tscheche. Vier Einwohner machten keine Angabe zur Ethnie.
110 Einwohner bekannten sich zur römisch-katholischen Kirche, jeweils sechs Einwohner zur Evangelischen Kirche A. B. und zur griechisch-katholischen Kirche und vier Einwohner zur reformierten Kirche. 24 Einwohner waren konfessionslos und bei sechs Einwohnern wurde die Konfession nicht ermittelt.

## Baudenkmäler
- moderne römisch-katholische Kirche Sieben Schmerzen Mariens aus dem Jahr 1995

## Verkehr
Durch Orávka verläuft die Straße 2. Ordnung 571 (Fiľakovo–Jesenské–Kráľ). Der nächste Bahnanschluss an der Bahnstrecke Bánréve–Fiľakovo besteht in Jesenské und Číž, die Haltestelle Orávka wird nicht mehr vom regelmäßigen Personenverkehr bedient.